# Astravita (sjö i Belarus, Ušacki Rajon)
Ozero Ostrovito (ryska: Озеро Островито) är en sjö i Belarus.   Den ligger i voblasten Vitsebsks voblast, i den norra delen av landet, 170 km nordost om huvudstaden Minsk. Ozero Ostrovito ligger 126 meter över havet. Arean är 0,22 kvadratkilometer. Den sträcker sig 1,0 kilometer i nord-sydlig riktning, och 0,6 kilometer i öst-västlig riktning.
Omgivningarna runt Ozero Ostrovito är en mosaik av jordbruksmark och naturlig växtlighet. Runt Ozero Ostrovito är det glesbefolkat, med 13 invånare per kvadratkilometer.